# یوری اندریوشین
یوری اندریوشین (انگلیسی: Yuriy Andryushin؛ زادهٔ ۱۷ سپتامبر ۱۹۷۰) شناگر اهل اوکراین است.